# Język burgenlandzko-chorwacki
Język burgenlandzko-chorwacki (chorw. gradišćanskohrvatski jezik, niem. Burgenlandkroatische Sprache) – język blisko spokrewniony z serbsko-chorwackim, uznawany przez Austrię za jeden z jej języków mniejszościowych. Używany jest również w Czechach, na Węgrzech i Słowacji.

## Historia

Burgenland na mapie Austrii

Pojawienie się i ukształtowanie języka burgenlandzko-chorwackiego w Austrii (w ówczesnych czasach, na Węgrzech) było spowodowane migracjami ludności chorwackiej z powodu wojny z Turkami. Użytkownicy tego języka żyją w Burgenlandzie.
Chociaż potomkowie burgenlandzkich Chorwatów posługiwali się wszystkimi trzema dialektami serbsko-chorwackimi (tj. czakawskim, sztokawskim i kajkawskim), ostatecznie to dialekt czakawski przeważył jako dominujący substrat językowy w wyodrębniającym się i ewoluującym etnolekcie, wobec czego to na nim właśnie jest oparty standard języka. Jednakże współczesne dialekty burgenlandzko-chorwackie pochodzą także od sztokawskiego i kajkawskiego.

## Kwestia odrębności
Po rozpadzie Jugosławii podjęto dyskusję nad tym, czy standardy językowe oparte na dialekcie sztokawskim tworzą jeden język serbsko-chorwacki czy może raczej istnieją trzy języki narodowe: chorwacki, serbski i bośniacki. Sytuację dodatkowo skomplikowało odłączenie się Czarnogóry od tzw. „małej Jugosławii” i dążenie do standaryzacji czwartego języka narodowego – czarnogórskiego. Zwolennicy jednego języka wielonarodowego argumentują zaistniałą sytuację dążeniem do kulturalnego i językowego indywidualizmu państw wchodzących niegdyś w skład tego bałkańskiego kraju, co nie ma podłoża czysto językoznawczego. Faktem jest, iż wszystkie cztery deklarowane języki są do siebie bardzo zbliżone pod względem strukturalnym.
Język burgenlandzko-chorwacki to mowa oparta na dialekcie czakawskim, a więc dzieli go od powyższych standardów narodowych więcej różnic. Rząd Austrii uznał tę mowę za język regionalny odrębny od (serbsko-)chorwackiego.

## Ojcze Naszw językach słoweńskim, burgenlandzko-chorwackim i chorwackim
| słoweński | burgenlandzko-chorwacki | chorwacki |
| --- | --- | --- |
| Oče naš, ki si v nebesih, posvečeno bodi tvoje ime, pridi k nam tvoje kraljestvo, zgodi se tvoja volja kakor v nebesih tako na zemlji. Daj nam danes naš vsakdanji kruh in odpusti nam naše dolge, kakor tudi mi odpuščamo svojim dolžnikom, in ne vpelji nas v skušnjavo, temveč reši nas hudega. Amen. | Oče naš, ki si na nebesi, sveti se ime tvoje, pridi kraljevstvo tvoje, budi volja tvoja, kako na nebu tako i na zemlji. Kruh naš svakidanji daj nam danas, i otpusti nam duge naše, kako i mi otpušćamo dužnikom našim, i ne zapeljaj nas u skušavanje, nego oslobodi nas od zla. Amen. | Oče naš, koji jesi na nebesima, sveti se ime tvoje, dođi kraljevstvo tvoje, budi volja tvoja, kako na nebu tako i na zemlji. Kruh naš svagdanji daj nam danas, i otpusti nam duge naše, kako i mi otpuštamo dužnicima našim, i ne uvedi nas u napast, nego izbavi nas od zla. Amen. |